# Aeroportul Internațional Flamingo
Aeroportul Internațional Flamingo (IATA: BON, ICAO: TNCB) este un aeroport din Kralendijk⁠(d), Bonaire, Țările de Jos ce deservește zona Bonaire. Aeroportul a fost tranzitat în 2021 de 259.880 de pasageri. A fost deschis în 1945.
Situat la o altitudine de 7 m, aeroportul dispune de 1 pistă.

## Infrastructură

### Piste
Aeroportul dispune de o singură pistă. Pista 10/28 are suprafața de Bitum și dimensiunile 2.880 m × . 